# Arthur Kulkov

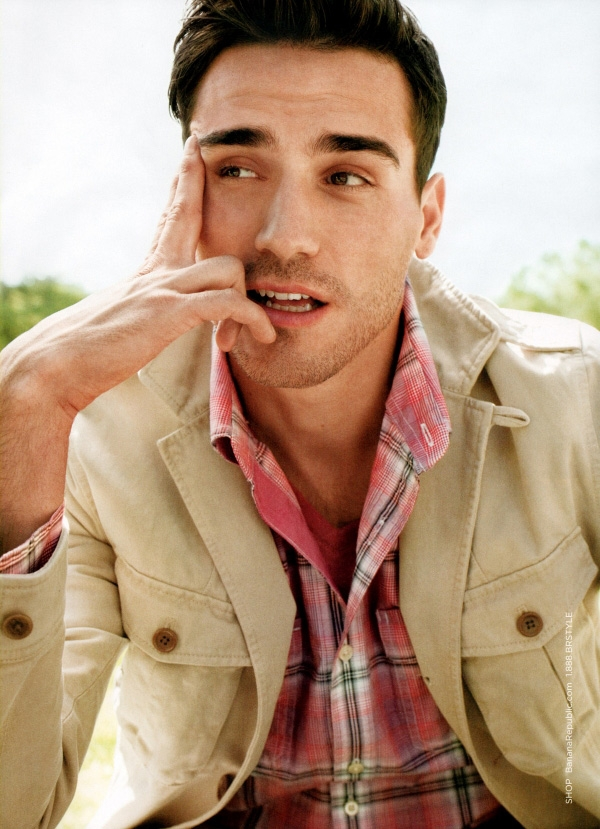
Arthur Kulkov

Arthur Kulkov (geboren am 20. August 1983) ist ein russisches männliches Model. Seine Arbeit wurde in amerikanischen Publikationen wie GQ und Details vorgestellt. Er war auf den Titelseiten beider Publikationen zu sehen, was in der Branche der männlichen Models zu einer Seltenheit gehört. Er ist dafür bekannt, dass er jede Saison für mindestens eine internationale Modekampagne gebucht worden ist.

## Leben
Arthur wurde in Mezhdurechensk, Oblast Kemerowo, geboren und emigrierte aus Russland nach New York City. Er besuchte das St. Francis College in Brooklyn, New York, und schloss 2005 mit einem Bachelor-Abschluss in Business Marketing ab. Er wurde von einem Modelscout entdeckt während er Fußball spielte, seine Lieblingsbeschäftigung während seiner College-Zeit. Nachdem er mehrere Male gesagt hatte, dass er an dem Scout nicht interessiert sei, ging er schließlich mit, um einige Leute zu treffen und begann seine Karriere als Model. Kulkov ist 185 cm groß.

## Erfolge als Model
Im Jahr 2010 erschien er auf dem Cover der Sonderausgabe des GQ mit dem Titel „Style Manual“. Er ist bisher das einzige Modell, dass es auf ein solches Cover geschafft hat.
Im Jahr 2011, landete er zusammen mit dem Model Sean O’Pry und Noah Mills auf dem März-Cover von Details. In der Branche der Männermodels gilt dies als Seltenheit.